# Aquarium de Barcelona
Aquàrium de Barcelona är en akvariumanläggning vid Port Vell i Barcelona. Aquàrium de Barcelona, som invigdes i september 1995, har 35 enskilda akvarier med 11 000 vattendjur fördelade på 450 arter. Vattentunneln på 80 meter är unik i sitt slag.